# Savoy-Plaza Hotel
El Savoy-Plaza Hotel era un hotel de 33 pisos con vista a Central Park en la Quinta Avenida y la calle 59 Este en Midtown Manhattan, Nueva York (Estados Unidos). Se inauguró en 1927 y fue demolido en 1965.

## Historia

### Hotel Savoy Original
El Savoy Hotel original en la Quinta Avenida y la calle 59 abrió sus puertas en junio de 1892, más o menos en respuesta al vecino Plaza Hotel abierto en 1890. El Savoy original de 12 pisos fue diseñado por el arquitecto Ralph S. Townsend, para propietarios como el juez de la Corte Suprema de Nueva York P. Henry Dugro. El antiguo Savoy siguió compitiendo con el Plaza en un entorno lujoso y ampliaciones hasta la década de 1920. Su mobiliario fue liquidado en 1925.

### Hotel Savoy-Plaza
Harry S. Black, propietario del Plaza, compró el Hotel Savoy, consolidó el bloque y lo demolió para encargar a los arquitectos del Plaza un nuevo compañero del antiguo establecimiento. El edificio de 33 pisos y 128 m rascacielos Savoy-Plaza Hotel fue diseñado por McKim, Mead & White, construido a un costo de 30 millones de dólares, e inaugurado el 1 de octubre de 1927.
Hilton Hotels adquirió el hotel en enero de 1957 a través de un intercambio de acciones con Savoy-Plaza, Inc. Hilton abrió un Trader Vic's dentro del hotel el 14 de abril de 1958, en un espacio que antes ocupaba el Red Coach Inn. El 31 de diciembre de 1958, se hizo efectiva la fusión total de Savoy-Plaza, Inc. y Hilton Hotels Corporation, y el hotel pasó a llamarse Savoy Hilton. Hilton vendió el hotel a Webb & Knapp, Inc. en mayo de 1962 por 25 millones de dólares. Ese noviembre, Webb & Knapp revendió una participación de dos tercios a British Commercial Property Investments y una participación de un tercio a London Merchant Securities. Hilton y los propietarios del hotel acordaron poner fin a la gestión del hotel por parte de la cadena en 1964, aunque el contrato continuó hasta 1967. Western International Hotels asumió la administración el 2 de junio de 1964, y cambió el nombre de la propiedad a The Savoy Plaza, sin el guion original.
Los propietarios anunciaron planes para la demolición del hotel el 21 de agosto de 1964, lo que provocó protestas y protestas públicas significativas. El 16 de diciembre de 1964, los propietarios anunciaron que el hotel sería reemplazado por una torre de oficinas de 48 pisos, diseñada por Edward Durell Stone para albergar la sede este de General Motors. El hotel permaneció abierto durante la Feria Mundial de Nueva York de 1964 y finalmente cerró en octubre de 1965. Fue demolido a finales de 1965 y principios de 1966 y reemplazado por el Edificio General Motors, terminado en 1968.